# Crataegus whitakeri
Crataegus whitakeri es una especie de planta del género Crataegus, perteneciente a la familia Rosaceae.

## Taxonomía
Crataegus whitakeri fue descrita por Charles Sprague Sargent en 1925.

## Distribución
Se encuentra en el territorio de Illinois.